# Supercoupe de Slovénie de football
La Supercoupe de Slovénie de football est une compétition de football opposant le champion de Slovénie en titre au vainqueur de la coupe de Slovénie, disputée lors d'un match unique. Cette compétition voit le jour en 1995 et connaît une interruption de 1996 à 2007 avant de disparaître en 2015.

## Palmarès
| Année | Vainqueur              | Score              | Finaliste              |
| ----- | ---------------------- | ------------------ | ---------------------- |
| 1995  | SCT Olimpija Ljubljana | 2 - 1              | NK Mura                |
| 1996  | HIT Gorica             | 3 - 1              | SCT Olimpija Ljubljana |
| 2007  | NK Domžale             | 2 - 1              | NK FC Koper            |
| 2008  | NK Interblock          | 0 - 0 ap 7 - 6 tab | NK Domžale             |
| 2009  | NK Maribor             | 3 - 2 ap           | NK Interblock          |
| 2010  | NK FC Koper            | 0 - 0 ap 5 - 4 tab | NK Maribor             |
| 2011  | NK Domžale             | 2 - 1              | NK Maribor             |
| 2012  | NK Maribor             | 2 - 1              | NK Olimpija Ljubljana  |
| 2013  | NK Maribor             | 3 - 0              | NK Olimpija Ljubljana  |
| 2014  | NK Maribor             | 4 - 1              | ND Gorica              |
| 2015  | FC Koper               | 0 - 0 ap 3 - 2 tab | NK Maribor             |